# Зграда Треће гимназије у Зрењанину
Зграда Треће гимназије, данашња зграда средње електротехничке школе „Никола Тесла” у Зрењанину, припада Старом градском језгру, као Просторно културно-историјске целине од великог значаја.
Зграда некадашње Мушке грађанске основне школе подигнута је 1882. године у духу академизма са елементима ренесансне палате. Са зградом некадашње Трговачке академије, која је подигнута десет година касније, данас чини јединствен комплекс.
Објекат је монументална једноспратна угаона грађевина, основе у облику латиничног слова „Л”, постављена на рагулационе линије улица Суботићеве и Народног фронта, са засеченим углом. Приземље је обрађено рустично, дубоким фугама је изделјено на поља која имитирају „тесанике”. Прозорски отвори су полукружно завршени, а на спрату су равно завршени и надвишени или равним архитравним гредама на конзолама, или троугластим тимпанонима на конзолама.
Током 1974. године дограђена је фискултурна сала између крила средњотехничке и елекротехничке школе, која су паралелна са коритом Бегеја, тако да објекти формирају атријумско двориште. Сала је подигнута на месту некадашњег приземног објекта који је био дотрајао и без архитектонских вредности.